# Олефировка (Миргородский район)
Олефи́ровка (укр. Олефірівка) — село в Савинцевском сельском совете, Миргородского района, Полтавской области Украины.
Код КОАТУУ — 5323287204. Население по переписи 2001 года составляло 165 человек.
Село указано на подробной карте Российской Империи и близлежащих заграничных владений 1816 года как Алиферовка.
В Центральном Государственном Историческом Архиве Украины в городе Киеве есть документы православной церкви за 1779—1794 годы.

## Географическое положение
Село Олефировка находится на левом берегу реки Псёл, выше по течению на расстоянии в 1,5 км расположено село Панасовка, ниже по течению на расстоянии в 4 км расположено село Великие Сорочинцы, на противоположном берегу — село Савинцы. Река в этом месте извилистая, образует лиманы, старицы и заболоченные озёра.

## Известные уроженцы, жители
В 1911 году родился Александр Сергеевич Данилевский, праправнук Пушкина и внучатый племянник Гоголя, один из основоположников теории фотопериодизма насекомых, автор классической монографии «Фотопериодизм и сезонное развитие насекомых» (1961).